# Atherigona vittipennis
Atherigona vittipennis este o specie de muște din genul Atherigona, familia Muscidae, descrisă de Stein în anul 1920. Conform Catalogue of Life specia Atherigona vittipennis nu are subspecii cunoscute.